# Nonno automobile
Nonno automobile (Dedécek automobil) è un film del 1957 diretto da Alfréd Radok.